# Lopescladius fittleaui
Lopescladius fittleaui är en tvåvingeart som beskrevs av Ole Anton Saether 1983. Lopescladius fittleaui ingår i släktet Lopescladius och familjen fjädermyggor. Inga underarter finns listade i Catalogue of Life.